# Locomotivas Fairbanks-Morse
A Fairbanks-Morse, é uma histórica empresa estadunidense e canadiana e está em atividade desde 1932. Durante esta longa trajetória produziu balanças, motores a diesel navais, bombas hidráulicas, implementos ferroviários e locomotivas. Esta lista mostra as locomotivas que foram fabricadas pela empresa.

## Padrão "Cab unit"
| Modelo        | Produção  | Quantidade                    | Arranjo dos truques | Motor primário               | Potência            | Imagem |
| ------------- | --------- | ----------------------------- | ------------------- | ---------------------------- | ------------------- | ------ |
| FM Erie-built | 1945-1949 | 82 unidades A e 29 unidades B | A1A-A1A             | FM 38D-10 de pistões opostos | 2 000 hp (1 490 kW) |        |
| FM OP800      | 1939      | 6                             | A1A-2               | FM 38D-5 de pistões opostos  | 800 hp (597 kW)     |        |
| FM P-12-42    | 1957-1958 | 4                             | B-2                 | FM 38D-8 de pistões opostos  | 1 200 hp (895 kW)   |        |

### "C-liners"
| Modelo                                                                                                 | Produção  | Quantidade | Arranjo dos truques | Motor primário               | Potência            | Imagem |
| --- | --------- | ---------- | ------------------- | ---------------------------- | ------------------- | ------ |
| FM CFA-16-4                                                                                            | 1950–1953 | 36         | B-B                 | FM 38D-8 de pistões opostos  | 1 600 hp (1 190 kW) |        |
| FM CFB-16-4                                                                                            | 1950–1953 | 18         | B-B                 | FM 38D-8 de pistões opostos  | 1 600 hp (1 190 kW) |        |
| FM CFA-20-4                                                                                            | 1950–1953 | 12         | B-B                 | FM 38D-10 de pistões opostos | 2 000 hp (1 490 kW) |        |
| FM CFB-20-4                                                                                            | 1950–1953 | 3          | B-B                 | FM 38D-10 de pistões opostos | 2 000 hp (1 490 kW) |        |
| FM CPA-20-5                                                                                            | 1950–1953 | 8          | B-A1A               | FM 38D-10 de pistões opostos | 2 000 hp (1 490 kW) |        |
| FM CPA-24-5                                                                                            | 1950–1953 | 22         | B-A1A               | FM 38D-12 de pistões opostos | 2 400 hp (1 790 kW) |        |
| As seguintes "C-Liners" foram construídas sob licença no Canadá pela Canadian Locomotive Company "CLC" |           |            |                     |                              |                     |        |
| CLC CPA-16-4                                                                                           | 1950-1954 | 39         | B-B                 | FM 38D-8 de pistões opostos  | 1 600 hp (1 190 kW) |        |
| CLC CFB-16-4                                                                                           | 1950-1954 | 15         | B-B                 | FM 38D-8 de pistões opostos  | 1 600 hp (1 190 kW) |        |
| CLC CPA-16-5                                                                                           | 1950-1954 | 6          | B-A1A               | FM 38D-8 de pistões opostos  | 1 600 hp (1 190 kW) |        |
| CLC CFA-16-4                                                                                           | 1950-1954 | 6          | B-A1A               | FM 38D-8 de pistões opostos  | 1 600 hp (1 190 kW) |        |

## Manobreiras "Switchers"
| Modelo                                                                                            | Produção  | Quantidade | Arranjo dos truques | Motor primário              | Potência          | Imagem |
| ------------------------------------------------------------------------------------------------- | --------- | ---------- | ------------------- | --------------------------- | ----------------- | ------ |
| FM H-10-44                                                                                        | 1944-1950 | 195        | B-B                 | FM 38D-6 de pistões opostos | 1 000 hp (746 kW) |        |
| FM H-12-44                                                                                        | 1950-1961 | 334        | B-B                 | FM 38D-6 de pistões opostos | 1 200 hp (895 kW) |        |
| FM H-12-44TS                                                                                      | 1956      | 3          | B-B                 | FM 38D-6 de pistões opostos | 1 200 hp (895 kW) |        |
| A seguinte manobreira foi construída sob licença no Canadá pela Canadian Locomotive Company "CLC" |           |            |                     |                             |                   |        |
| FM H-12-46                                                                                        | 1951-1953 | 30         | A1A-A1A             | FM 38D-6 de pistões opostos | 1 200 hp (895 kW) |        |

## Manobreiras "Road Switchers"
| Modelo                           | Produção  | Quantidade | Arranjo dos truques | Motor primário               | Potência            | Imagem |
| -------------------------------- | --------- | ---------- | ------------------- | ---------------------------- | ------------------- | ------ |
| FM H-15-44                       | 1947-1950 | 35         | B-B                 | FM 38D-8 de pistões opostos  | 1 500 hp (1 120 kW) |        |
| FM H-16-44                       | 1950-1963 | 299        | B-B                 | FM 38D-8 de pistões opostos  | 1 600 hp (1 190 kW) |        |
| FM H-20-44                       | 1947-1954 | 96         | B-B                 | FM 38D-10 de pistões opostos | 2 000 hp (1 490 kW) |        |
| FM H-16-66 (“Baby Train Master”) | 1951-1958 | 59         | C-C                 | FM 38D-8 de pistões opostos  | 1 600 hp (1 190 kW) |        |
| FM H-24-66 (Train Master)        | 1951-1958 | 107        | C-C                 | FM 38D-12 de pistões opostos | 2 400 hp (1 790 kW) |        |